# À travers le Morbihan 2000
À travers le Morbihan 2000, undicesima edizione della corsa con questo nome e venticinquesima in totale, valida come evento UCI categoria 1.4, si svolse il 27 maggio 2000 su un percorso di 181 km. Fu vinta dal francese Patrice Halgand che giunse al traguardo con il tempo di 4h31'01", alla media di 40,071 km/h.
Partenza con 129 ciclisti, dei quali 59 portarono a termine il percorso.

## Ordine d'arrivo (Top 10)
| Pos. | Corridore         | Squadra         | Tempo    |
| ---- | ----------------- | --------------- | -------- |
| 1    | Patrice Halgand   | Jean Delatour   | 4h31'01" |
| 2    | Sergej Jakovlev   | Besson          | a 1'25"  |
| 3    | Dave Bruylandts   | Palmans         | s.t.     |
| 4    | Jens Voigt        | Crédit Agricole | s.t.     |
| 5    | Florent Brard     | Festina         | a 1'34"  |
| 6    | Aleksandr Bočarov | AG2R Prév.      | a 1'39"  |
| 7    | Sébastien Hinault | Crédit Agricole | a 2'09"  |
| 8    | Laurent Madouas   | Festina         | a 2'14"  |
| 9    | Gilles Bouvard    | Jean Delatour   | a 2'21"  |
| 10   | Jean-Cyril Robin  | Bonjour         | a 2'30"  |